# Fortaleza dacia de Piatra Roşie
Piatra Roşie, que significa «Roca Roja», era una fortaleza dacia, parte de la línea de defensa de su capital Sarmizegetusa, situada a dos días de marcha hacia el oeste de la fortaleza dacia de Costești-Cetățuie, en Luncani, en el municipio de Boșorod, en la actual Rumanía.
Se construyó en dos fases. En la primera fase se construyó una larga (102 m) ciudadela principal rectangular a la altura del terreno, con torres de vigilancia en cada extremo y dos torres de vigilancia periféricas. Más tarde, la zona más amplia dentro de las torres de vigilancia se cerró con muros. Parece que la cima de la colina fue aplanada en el proceso para producir un espacio utilizable.
|                                   |
| Vista panorámica de la fortaleza. |

|                        |
| Carretera pavimentada. |

|        |
| Torre. |

|         |
| Raíces. |

|                |
| Bloques caídos |

|            |
| Roca roja. |

|                        |
| Plano de la fortaleza. |

## Artefactos
|                 |
| Umbo de escudo. |

|                                                                                                |
| Escudo dacio (siglo I a. C.) encontrado en el lugar - expuesto en el Museo Romano de Manching. |

|                                                                                                |
| Asador dacio (siglo I a. C.) encontrado en el lugar - expuesto en el Museo Romano de Manching. |